# Modelo cognitivo
Un modelo cognitivo es una representación de uno o más procesos cognitivos en humanos u otros animales, con el fin de comprenderlos y predecirlos. Existen muchos tipos de modelos cognitivos, que pueden variar desde diagramas de caja y flecha hasta un conjunto de ecuaciones o programas de software que interactúan con las mismas herramientas que los humanos utilizan para completar tareas (por ejemplo, ratón y teclado de computadora). En términos de procesamiento de información, el modelado cognitivo es la modelización de la percepción, el razonamiento, la memoria y la acción humana.

## Relación con las arquitecturas cognitivas
Los modelos cognitivos pueden desarrollarse dentro o fuera de una arquitectura cognitiva, aunque a menudo no es fácil distinguir entre ambos. A diferencia de las arquitecturas cognitivas, los modelos cognitivos suelen centrarse en un solo fenómeno o proceso cognitivo (por ejemplo, el aprendizaje de listas), en cómo interactúan dos o más procesos (por ejemplo, la búsqueda visual y la toma de decisiones), o en hacer predicciones de comportamiento para una tarea o herramienta específica (por ejemplo, cómo afectará la implementación de un nuevo paquete de software a la productividad). Las arquitecturas cognitivas tienden a centrarse en las propiedades estructurales del sistema modelado, y ayudan a limitar el desarrollo de modelos cognitivos dentro de la arquitectura. De manera similar, el desarrollo de modelos ayuda a identificar limitaciones y deficiencias de la arquitectura. Algunas de las arquitecturas más populares para el modelado cognitivo incluyen ACT-R, Clarion, LIDA y Soar.

## Historia
El modelado cognitivo se desarrolló históricamente dentro de la psicología cognitiva/ciencia cognitiva (incluyendo factores humanos), y ha recibido contribuciones de campos como el aprendizaje automático y la inteligencia artificial, entre otros.

## Modelos de caja y flecha
Se utilizan varios términos clave para describir los procesos involucrados en la percepción, almacenamiento y producción del habla. Normalmente, son empleados por patólogos del habla mientras tratan a un paciente infantil. El "input" es la señal de habla que el niño escucha, generalmente proveniente de un hablante adulto. El "output" es la expresión producida por el niño. Los eventos psicológicos no observados que ocurren entre la llegada de la señal de entrada y la producción del habla son el foco de los modelos psicolingüísticos. Los eventos que procesan la señal de entrada se denominan procesos de entrada, mientras que los eventos que procesan la producción del habla se denominan procesos de salida. En los modelos psicolingüísticos de caja y flecha, cada nivel hipotético de representación o procesamiento puede representarse en un diagrama mediante una "caja", y las relaciones entre ellos mediante "flechas". Tales modelos explicitan las actividades de procesamiento de información hipotetizadas que se llevan a cabo en una función cognitiva particular (como el lenguaje), de manera análoga a los diagramas de flujo de computadoras que representan los procesos y decisiones realizados por un programa informático.

## Modelos computacionales
Un modelo computacional es un modelo matemático en la ciencia computacional que requiere recursos computacionales extensos para estudiar el comportamiento de un sistema complejo mediante simulación por computadora. El sistema bajo estudio suele ser un sistema complejo no lineal para el cual no se disponen fácilmente de soluciones analíticas simples e intuitivas. En lugar de derivar una solución matemática analítica al problema, se experimenta con el modelo cambiando los parámetros del sistema en la computadora y estudiando las diferencias en el resultado de los experimentos. Ejemplos de modelos computacionales comunes son los modelos de predicción del tiempo, modelos de simulador de vuelo, modelos de plegamiento de proteínas y modelos de red neuronal.